# Priscilla Büchele
Priscilla Büchele (Apeldoorn, 24 september 1991) is een Nederlandse voormalig zangeres en presentatrice.

## Biografie

### Opleiding
Büchele begon in 2008 aan haar studie muziektheater aan het Fontys conservatorium Tilburg. Daarnaast startte ze een dansopleiding. Haar zangdocent was Ivar Costenoble. Daarvoor kreeg ze zanglessen van Marlous Tolhuisen. Ze kreeg danslessen van onder andere Derek Blok en Roman van der Werff.

### Activiteiten in de media
Op 31 mei 2007, op vijftienjarige leeftijd, tekende Priscilla Büchele een platencontract bij de platenmaatschappij White Villa van de muziekproducenten John Marks en Roy Gates. Dit platencontract was een gevolg van een talentenjacht die radiostation SLAM!FM had georganiseerd. Ze werd uit honderden kandidaten gekozen tot de laatste 10 finalisten en luisteraars verkozen haar tot de winnaar.
Büchele heeft met een aantal Nederlandstalige artiesten gewerkt, waaronder Yes-R en Brace. Ze bracht een kerstnummer uit met Sita Vermeulen. Haar in Kreta opgenomen videoclip voor Waiting for the Sun bereikte de High Rotation-notatie op TMF.
Büchele presenteerde daarnaast samen met Sipke Jan Bousema het AVRO-programma Kids United. Samen met hem deed ze verschillende opdrachten om geld in te zamelen voor UNICEF. Ze was daarnaast te zien in verschillende advertenties voor onder andere Postbus 51.

## Discografie

### Singles
| Jaar | Titel               |                                                                |
| ---- | ------------------- | -------------------------------------------------------------- |
| 2007 | Waiting for the sun | Grandslam!, TMF Superclip                                      |
| 2007 | It's Christmas time | Grandslam!, #1 538 Download charts, #20 SLAM40, #80 MegaTop100 |